# Rychaltické balvany
Rychaltické balvany jsou vystaveny u silnice u hasičské zbrojnice v Rychalticích (části obce Hukvaldy) v okrese Frýdek-Místek v Moravskoslezském kraji. Tyto druhohorní vápencové balvany, které jsou pozůstatkem pravěkého podmořského sesuvu, byly nalezeny při stavbě dálnice D48. V kamenech jsou patrné fosílie zbytků obyvatel korálového útesu. Při výkopech byly nalezeny ještě větší balvany, s těmi se však nedalo manipulovat a byly rozbity.

## Další informace
Naproti přes cestu se nachází památník obětem 1. a 2. světové války.